# Felice Guarneri
Pour les articles homonymes, voir Guarneri.
Felice Guarneri (Pozzaglio ed Uniti, 6 janvier 1882 - Rome, 3 avril 1955) était un économiste, chef d'entreprise et homme politique italien, qui fut ministre du commerce et de la monnaie sous le fascisme de 1937 à 1939. Il a également été directeur de nombreuses sociétés par actions de son époque.

## Biographie
Felice Guarneri est né le 6 janvier 1882 à Pozzaglio ed Uniti, près de Crémone, de Ludovico et Giulia Brugnoli.
Profondément catholiques, les Guarneri étaient une vieille famille de fermiers, aujourd'hui locataires, c'est-à-dire des entrepreneurs agricoles qui ne possédaient pas de propriété, représentants de la nouvelle bourgeoisie rurale, protagonistes du développement agricole dans le Valpadana (Plaine du Pô).
Il est diplômé en économie de l'université Ca' Foscari de Venise en 1906 (thèse publiée en 1907 "Le basi della rendita ricardiana ed il progresso agricolo"). Il commence à travailler gratuitement à la Chambre de commerce de Crémone et est nommé vice-secrétaire de la Chambre de commerce de Gênes en 1907.
En 1920, il est nommé secrétaire général de l'Assonime (association de sociétés par actions) et responsable des services économiques de la Confindustria. Il a collaboré à l'organisation de l'Istituto Mobiliare Italiano  (IMI) en 1931. En 1931 également, il conduit une délégation de la Confédération générale de l'industrie italienne (Confederazione generale dell'industria italiana) lors d'un voyage en Union soviétique pour accroître les échanges commerciaux ; Adriano Olivetti fait également partie de la délégation.
En 1935, il devient superintendant de change de devises et, en 1937, sous-secrétaire d'État au commerce et à la monnaie. La même année, il devient ministre du nouveau ministère des changes et des monnaies, qui rejoint cinq autres ministères économiques (sociétés, finances, travaux publics, communication, agriculture et forêts) et plusieurs directions générales d'autres ministères.
Bouc émissaire du manque évident de préparation de l'Italie en temps de guerre, il est destitué par Benito Mussolini obtorto collo en 1939.
De 1940 à 1944, il préside le Banco di Roma. Fortement lié au monde industriel, il occupe à la même époque le poste de vice-président de la Società Italiana per le Strade Ferrate Meridionali (ou Société italienne pour les chemins de fer méridionaux) (fondée par Pietro Bastogi) dont le président est le désormais âgé Alberto Beneduce ; la société se caractérise par des participations dans de nombreuses entreprises italiennes, pas seulement dans le sud. Après la crise du régime fasciste (25 juillet 1943), la demande d'armistice (armistice de Cassibile) et l'avènement de la République de Salò, il s'oppose au transfert au nord du siège du Banco di Roma, demandé par les Allemands. Arrêté le 29 mai 1944, puis immédiatement libéré, il se cache chez des amis romains jusqu'à ce que les Alliés entrent dans Rome en juin de la même année.
Accusé de cohabitation avec le régime fasciste, il est ensuite acquitté par la Commission des épurations (Commissione di epurazione). 
Après la guerre, il reprend le rôle qu'il avait déjà joué dans la gestion de grands groupes industriels : président de l'Institut romain de Beni Stabili, de la Compagnie italienne de l'industrie sucrière ; vice-président de la Società Meridionale di Elettricità (Compagnie d'électricité du Sud), de la Società Italiana per le Strade Ferrate Meridionali (Compagnie italienne des chemins de fer du Sud) ; administrateur de Cogeco, Montecatini, Italmobiliare, Ente finanziamenti industriali, Italcementi, Cementerie siciliane, Falck. Il est mort à Rome en 1955.
Ses archives sont conservées dans les archives historiques d'Unicredit au siège de la Piazza del Monte di Pietà à Rome. Les archives ont un inventaire édité par Leonardo Musci.

## Source
- (it) Cet article est partiellement ou en totalité issu de l’article de Wikipédia en italien intitulé « Felice Guarneri » (voir la liste des auteurs).